# Baltazar Enrique Porras Cardozo
Baltazar Enrique Porras Cardozo (Caracas, 10 d'octubre de 1944) és un prelat veneçolà que actualment serveix com a Arquebisbe metropolità de Mérida. El 19 de novembre de 2016 va ingressar al Col·legi Cardenalici.

## Biografia
Nascut a Caracas, estudià al seminari interdiocesà. Posteriorment aconseguí titular-se en teologia per la Universitat de Salamanca. Al 1975 es doctorà en teologia pastoral a l'Institut Superior Pastoral de la Universitat de Salamanca.
El 13 d'octubre de 2008 rebé un doctorat honoris causa en història per la Universitat Catòlica Andrés Bello.

### Presbiterat
Va ser ordenat prevere el 30 de juliol de 1967 per Miguel Antonio Salas Salas.

### Episcopat
Va ser elegit bisbe auxiliar de Mérida el 23 de juliol de 1983. El 17 de juliol següent va ser consagrat bisbe pel cardenal José Alí Lebrún Moratinos, arquebisbe de Caracas, amb Miguel Antonio Salas Salas, arquebisbe de Mérida i Domingo Roa Pérez, arquebisbe de Maracaibo actuant com a coconsagradors.
Esdevingué arquebisbe de Mérida el 30 d'octubre de 1991.
Ha estat president de la Conferència Episcopal Veneçolana (CEV). Des del 2007 és Vicepresident Primer del Consell Episcopal Llatinoamericà (CELAM).
Ha estat opositor del president Hugo Chávez i ha estat objecte d'agressions verbals per part de Chávez.
El 9 d'octubre de 2016 el papa Francesc anuncià la creació a cardenal en el consistori a celebrar el 19 de novembre següent. Va rebre el títol de Cardenal Prevere de Santi Giovanni Evangelista e Petronio.

## Controvèrsies
| «                   | Sense veritat, transparència i respecte per a l'altre no hi ha equitat ni justícia | » |
| — (Baltazar Porras) |                                                                                    |   |

Baltzazar Porras ha estat crític del govern del president veneçolà Hugo Chávez, la qual cosa ha fet que patís agressions verbals per part de Chávez i atacs dels seus seguidors.
Tot i aquesta evident animadversió quedarà per a la història el moment quan Baltazar Porras acceptà de bon grat acompanyar a Chávez durant la seva sortida temporal del poder, durant els fets del 2002. Encara no es coneixen els detalls d'aquell encontre.
WikiLeaks
El 10 de desembre de 2010, el diari espanyol El País publicà l'extracte d'un cable de l'ambaixada estatunidenca a Caracas filtrat perWikiLeaks. El cable, de data de 2005, tracta d'una presumpta reunió en la que Porras hauria suggerit el govern dels Estats Units parlar més clar en contra d'Hugo Chávez. Porras també hauria dit que els europeus havien estat febles amb Chávez, especialment després de la marxa de Jose Maria Aznar del govern espanyol.
En una conversa telefonia realitzada el 15 de desembre per a l'agència de notícies catòlica ACI Prensa, Baltazar Porras qualificà de «guió cinematogràfic de ciència-ficció» la informació donada per Wikileaks sobre ell. A més, acusà l'Agència Veneçolana de Notícies de divulgar el cable de forma tendenciosa i amb "qualificatius" en contra dels bisbes veneçolans.